# Люмпія
Люмпія — це різні типи яєчних рулетів, які зазвичай трапляються в Індонезії та на Філіппінах. Люмпія виготовлені з тонкої паперової або крепової шкірки для тіста, що називається «обгорткою для люмпія», яка обгортає пікантні або солодкі начинки. Його часто подають як закуску, і можуть подавати у фритюрі або свіжі (несмажені). Люмпія — це індонезійські та філіппінські адаптації фуцзянського rùnbǐng і теочуанського попіа, які зазвичай споживають під час фестивалю Цінмін.
В Індонезії люмпія стала улюбленою закускою і відома як їжа вуличних торговців у країні. Люмпія була завезена китайськими поселенцями в Індонезію в колоніальні часи, можливо, у 19 столітті.
На Філіппінах люмпія є однією з найпоширеніших страв, які подають на зустрічах та урочистостях.
У Нідерландах і Бельгії воно пишеться як loempia, за старим індонезійським варіантом написання, яке також стало загальною назвою для «спринг-ролу» в нідерландській мові. Варіантом є в'єтнамська люмпія, загорнута в більш тонке тісто, але все ще близьке за розміром до спринг-ролу, у якому обгортка повністю закриває кінці, що характерно для люмпії.

## Етимологія
Назва lumpia, іноді пишеться як lunpia, походить від хоккійського написання /lun˩piã˥˧/ (潤餅), lun (潤) означає «мокрий/вологий/м'який», а pia (餅) означає «торт/тістечко», таким чином lun-pia означає «м'який пиріг». Мандаринською це називається rùnbǐng (潤餅) або báobǐng (薄餅), а також bópíjuǎn (薄皮卷).
У сусідніх Малайзії та Сінгапурі люмпія відома під різновидом назви як попіа, з Чаошанського діалекту, який вимовляється як /poʔ˩piã˥˧/ (薄餅),, що означає «тонка пластина».

## Історія
Люмпія була завезена китайськими поселенцями з Фуцзяня до Голландської Ост-Індії, можливо, у 19 столітті. Воно походить від фуцзянського rùnbǐng, таким чином люмпія походить від хоккійського діалекту люнпія.
Згідно з місцевою традицією, поширеною в Семаранзі, Центральна Ява, люмпія була завезена китайським поселенцем на ім'я Тхоа Тхай Йое, мігрантом із Китаю, який оселився в Семаранзі наприкінці 19 століття. У той час Тьоа продавав різноманітну їжу зі свинини, а також пагони бамбука в Пасар Джохар, Семаранг. Саме тоді він познайомився з Васіх, уродженкою Яви, яка продавала їжу з креветок і картоплі. Тхай Йо та Васіх зрештою одружилися, згодом вони готували та продавали їжу разом, видаливши елемент свинини, щоб задовольнити місцевих споживачів, які переважно є мусульманами. Їжею, яка була створена, була люмпія Семаранг, яка відома донині. Тоді у пари народилася дочка на ім'я Тьоа По Ніо, яка продовжила бізнес своїх батьків, продаючи спринг-роли люмпія Семаранг.

## Різновиди

### Індонезія

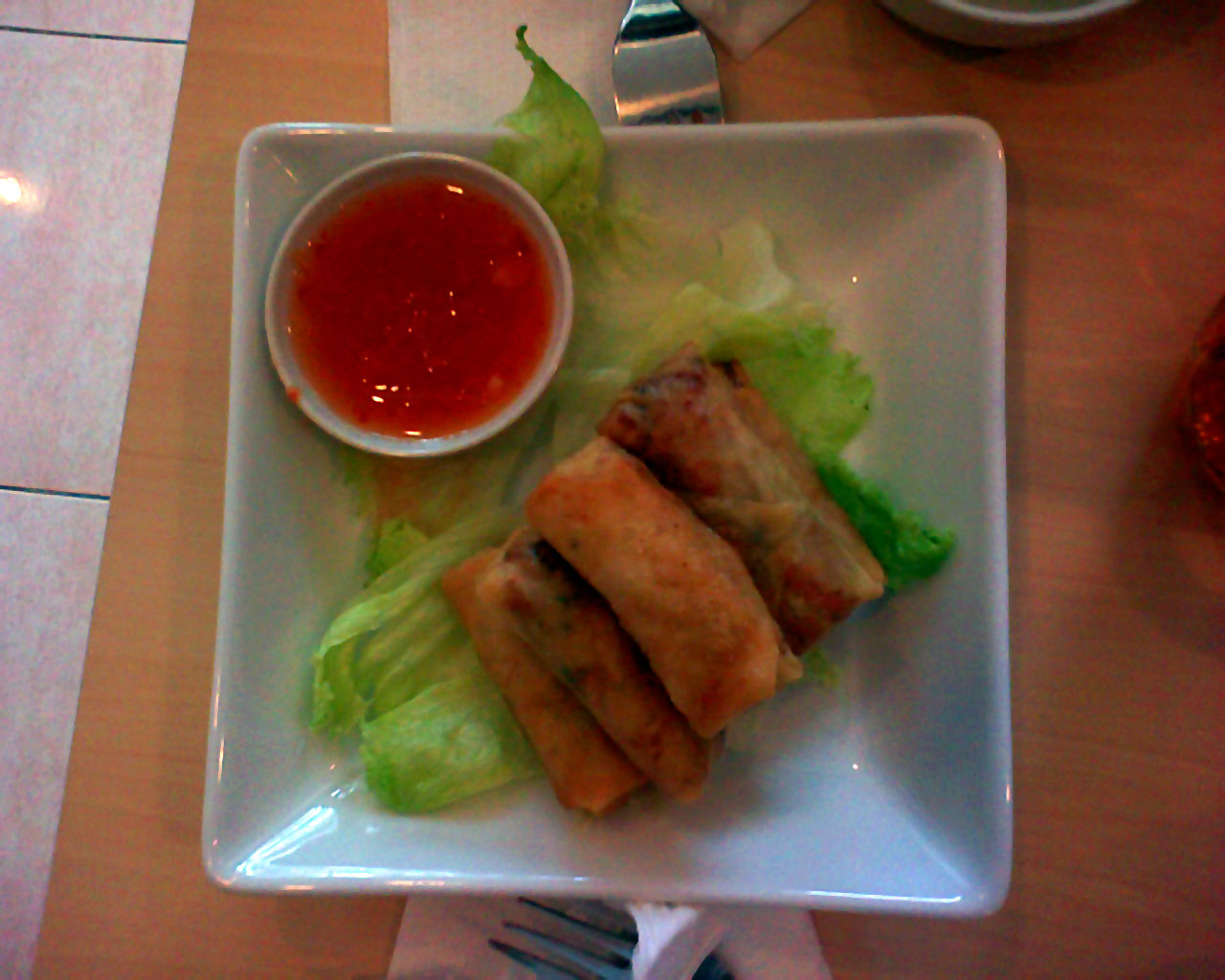
Люмпія в Індонезії може подаватись у різних соусах для занурення, від солодкого соусу з пальмовим цукром, гострого тауко чи арахісового соусу до популярного соусу чилі. Ця подана з солодко-гострим і пікантним соусом самбал чилі.

Китайський вплив очевидний в індонезійській кухні, такій як бакмі, міе-аям, пангсіт, мі горенг, кветіау горенг, насі-горенг, баксо та люмпія. По всій країні спринг-роли зазвичай називають lumpia; однак іноді використовується старовинне китайське індонезійське написання: loen pia.
В Індонезії люмпія асоціюється з китайською індонезійською кухнею і зазвичай трапляється в містах, де проживає значна кількість китайських індонезійців. Хоча існують деякі місцеві варіанти та інгредієнти начинки можуть відрізнятися, найпопулярнішим варіантом є Lumpia Semarang, доступний у смаженому та несмаженому варіантах. В Індонезії варіанти люмпії зазвичай називають на честь міста, звідки походить рецепт, із Семарангом як найвідомішим варіантом. Він уособлює креативність і локалізацію рецептів люмпії відповідно до місцевих інгредієнтів і місцевих смаків.
На відміну від свого філіппінського аналога, індонезійська люмпія рідко використовує свинячий фарш як начинку. Це було призначено для більшої мусульманської клієнтури, тому популярними начинками зазвичай є курка, креветки, яйце та овочі. Індонезійська люмпія зазвичай наповнюється приправленим нарізаним ребунгом (пагонами бамбука) з курячим фаршем або креветками, подається зі свіжою цибулею -шалот або цибулею-пореєм у солодкому соусі на основі тауко (ферментованої сої). Окрім приготування вдома, люмпію також пропонують як вуличну їжу, яку продають мандрівні торговці на візках, продають у продуктових кіосках, що спеціалізуються на Lumpia Semarang, або продають на традиційних ринках як частину куе (традиційна індонезійська закуска) або джаджан пасар (ринкові смаколики). Більш проста і дешева люмпія продається в складі горенгану (індонезійських оладок). Індонезійці відомі своєю схильністю до гарячої та гострої їжі, тому гострий гострий соус чилі самбал або свіжий перець чилі зазвичай додають як соус або приправу.

#### Люмпія Семаранг

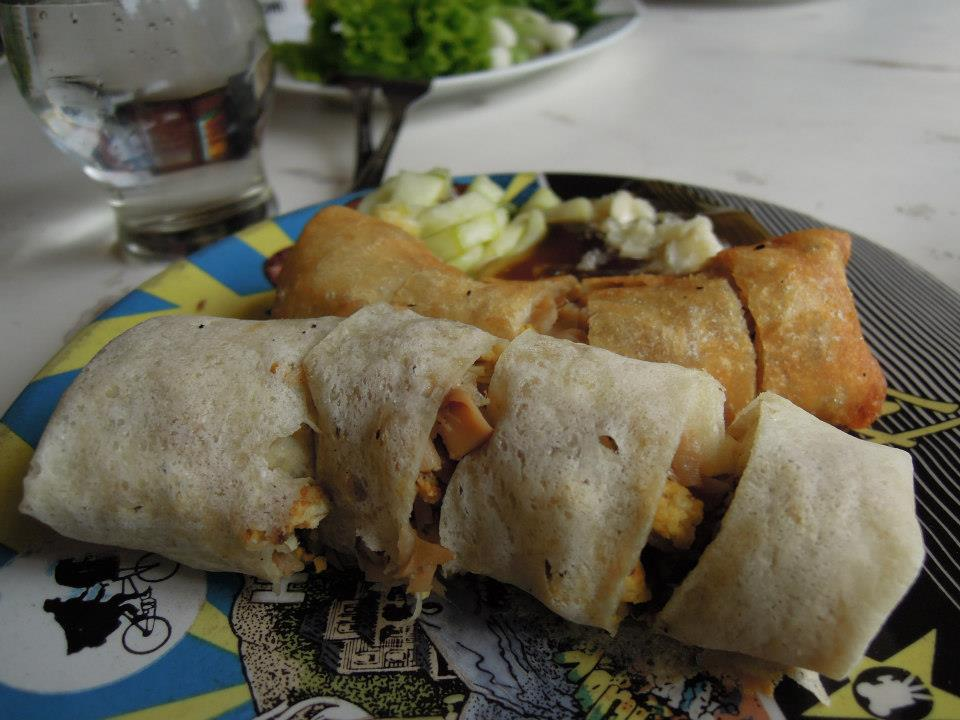
Люмпія Семаранг, спеціалізована продукція міста Семаранг, Центральна Ява.

Названа на честь столиці Центральної Яви в Індонезії Семаранга, де осіли значні китайські індонезійці, люмпія Семаранг є, мабуть, найпопулярнішим варіантом люмпії в Індонезії. Вона стала асоціюватися з містом, і відвідувачі Семаранга часто шукають весняні булочки як харчовий подарунок або сувенір. Ця люмпія, спочатку виготовлена китайськими іммігрантами, наповнена пагонами бамбука, сушеними креветками, куркою та/або креветками. Подається із солодким соусом чилі із сушених креветок (за бажанням), кокосового цукру, червоного перцю чилі, меленого білого перцю, крохмалю тапіоки, води та цибулі шалот. Люмпія Семаранг подається як у фритюрі, так і в несмаженому вигляді, оскільки начинка вже приготована. Інші варіанти люмпії Семаранг наповнені козиним або крабовим м'ясом.

#### Люмпія Джакарта
Цю люмпію, названу на честь столиці Індонезії Джакарти, зазвичай смажать у фритюрі та продають як закуску з оладками з горенгану. На відміну від популярної люмпії Семаранг, у якій готують ребунг або пагони бамбука, у джакартській люмпії готують бенгкуанг або джикаму та подають із типовим індонезійським качангом самбал або гострим арахісовим соусом.

#### Люмпія Богор
Названа на честь Богора, міста на Західній Яві, ця начинка люмпії майже схожа на люмпію Джакарти; використовує джикаму та додає тофу та сушені креветки ебі. На відміну від інших регіонів, які смажать, богорську люмпію зазвичай смажать на розпеченому залізі, що виділяє характерний аромат. Крім того, богорська люмпія зазвичай має прямокутну форму, схожу на подушку, і досить велика за розміром.

#### Люмпія Бандунг
Названа на честь міста Бандунг на Західній Яві, це варіант люмпія basah або свіжої та вологої люмпії, яку не смажать у фритюрі. Однак, на відміну від звичайної витягнутої подовженої свіжої люмпії, люмпія Бандунг не подається у формі спринг-ролу, а розкладається шкірка люмпії, покривається начинкою, складається та складається прямокутником, як конверт. На відміну від люмпії в стилі Семаранг, для якої використовуються пагони бамбука та курячого фаршу, у начинці для люмпії в стилі Бандунг використовується хікама, проростки квасолі, цибуля, часник, чилі та омлет із соусом з пальмового цукру.

#### Люмпія Сурабая
Названа на честь міста Сурабая на Східній Яві, де спочатку виготовляли цю люмпію. Вона виготовлена здебільшого з тих самих інгредієнтів, що й люмпія семаранґ, але набагато менш солодка на смак. Люмпія Сурабая може використовувати пагони бамбука, кукурудзу або скибочки сосисок як начинку, а також подавати з соусом чилі самбал і ферментованою соєвою пастою тауко.

#### Люмпія Джок'якарта
Хоча Джок'якарта розташоване досить близько до міста Семаранг, Джок'якарта також має інший тип люмпії. Типова люмпія Джок'я зазвичай містить джикаму, паростки квасолі, моркву та курячий фарш; іноді начинкою додають варені перепелині яйця та скляну локшину. Джок'я люмпія зазвичай подають із солоними огірками ачар, перцем чилі та начинкою з подрібненого часнику та джіками. Щедре використання часнику та солоних огірків як гарніру мало освіжити та нейтралізувати жирну люмпію, смажену у фритюрі.

#### Люмпія Медан
Походить із міста Медан на Північній Суматрі, ця версія люмпії більше схожа на попію сусідніх Малайзії та Сінгапуру, тому в Медані люмпію частіше називають попіа. Меданська попія або люмпія — це великий свіжий необсмажений спринг-рол, який вживають не як закуску, а як основну страву. Це пояснюється тим, що меданські люмпії виготовляються у великих розмірах із ситними начинками, включаючи пагони бамбука, яєчню, арахіс, креветки, крабів тощо.

#### Люмпія горенг

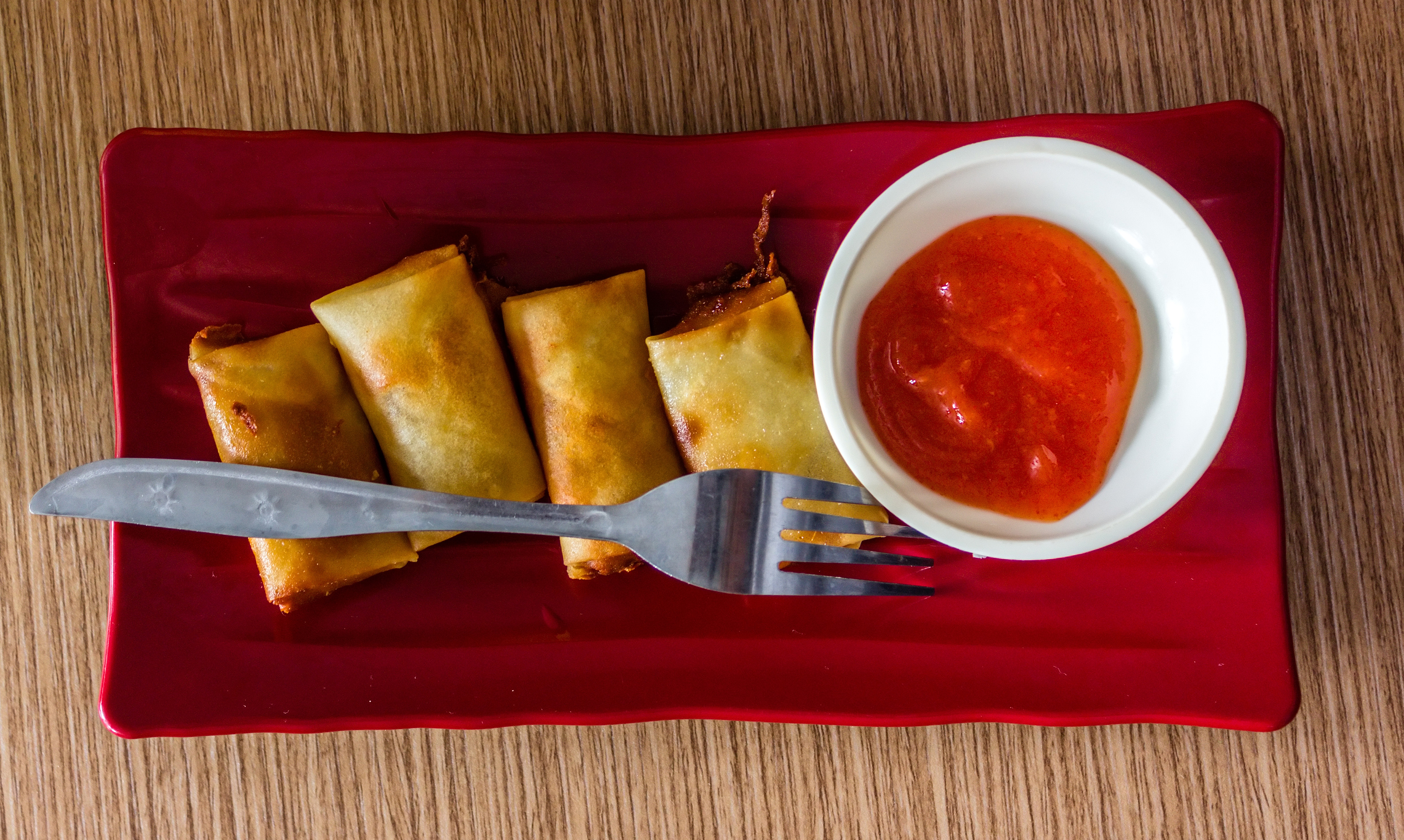
Люмпія меншого розміру, смажена у фритюрі, подається з гострим соусом самбал, продається як закуска на залізничному вокзалі Пурвокерто, Центральна Ява

Люмпія горенг — це простий смажений спринг-рол, начинений овочами; обгортки спринг-ролу начиняють нарізаною морквою, нашаткованою капустою, іноді грибами. Хоча зазвичай наповнюються лише овочами, смажені спринг-роли можуть бути збагачені фаршем із яловичини, курки або креветок. Існує також поширений, дешевий і простий варіант смаженої люмпії, яку їдять не як окрему страву, а як частину асорті з горенган (індонезійські оладки), які продаються разом зі смаженим темпе, тофу, онкомом, солодкою картоплею та маніоком. Його наповнюють лише біхуном (рисовою вермішеллю) з нарізаною морквою та капустою, і зазвичай їдять зі свіжим перцем чилі. Нарізана люмпія горенг також є інгредієнтом сото-міе (локшина сото).

#### Люмпія басах

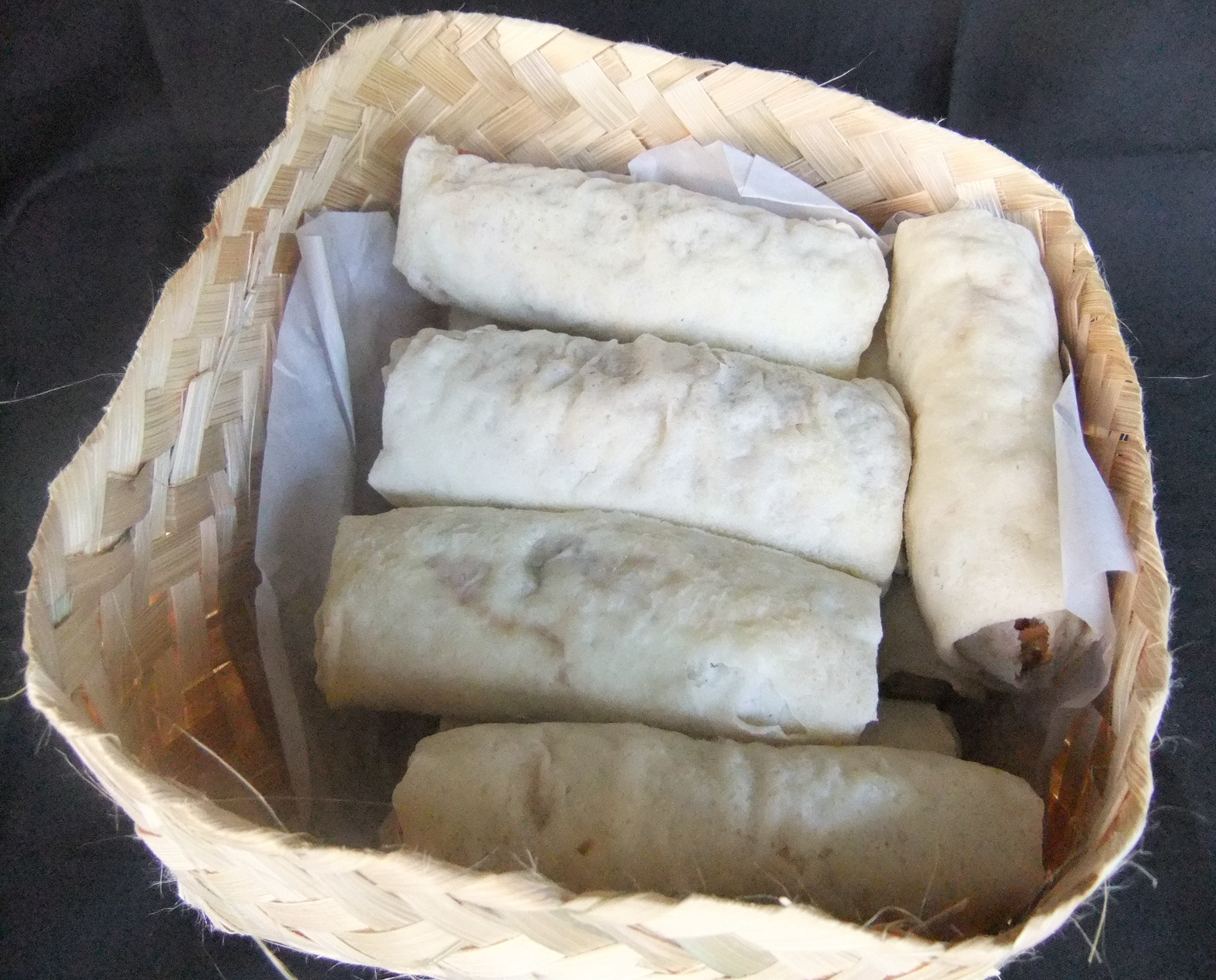
Люмпія басах (свіжа, несмажена люмпія)

Буквально це означає «мокрий спринг-рол» або часто перекладається як «свіжий спринг-рол», що означає весняний рулет без смаження. Він схожий на в'єтнамський спринг-рол із паростками квасолі, морквою, креветками та/або куркою, який подається із солодким соусом тауко (інше слово Хоккієн для солоних соєвих бобів).

#### Люмпія аям
Ця популярна закуска в Індонезії — це куряча люмпія з начинкою, включаючи подрібнену курку, нарізану моркву, цибулю та часник; і приправити цукром, сіллю і перцем. У Джок'якарті є популярний варіант люмпії з куркою під назвою Lumpia Mutiara, який продають перед готелем Mutiara на вулиці Маліоборо.

#### Люмпія саюр
Вегетаріанська люмпія, зазвичай наповнена скляною локшиною, нашаткованою капустою, листям салату, нарізаною морквою, подрібненим часником і селерою, приправлена соєвим соусом і солодким соусом чилі. Більшість дешевшої люмпії, що продається як частина індонезійського горенгану (оладки), — це люмпія саюр або овочева люмпія, яка містить лише шматочки моркви та рисову скляну локшину біхун.

#### Люмпія меркон

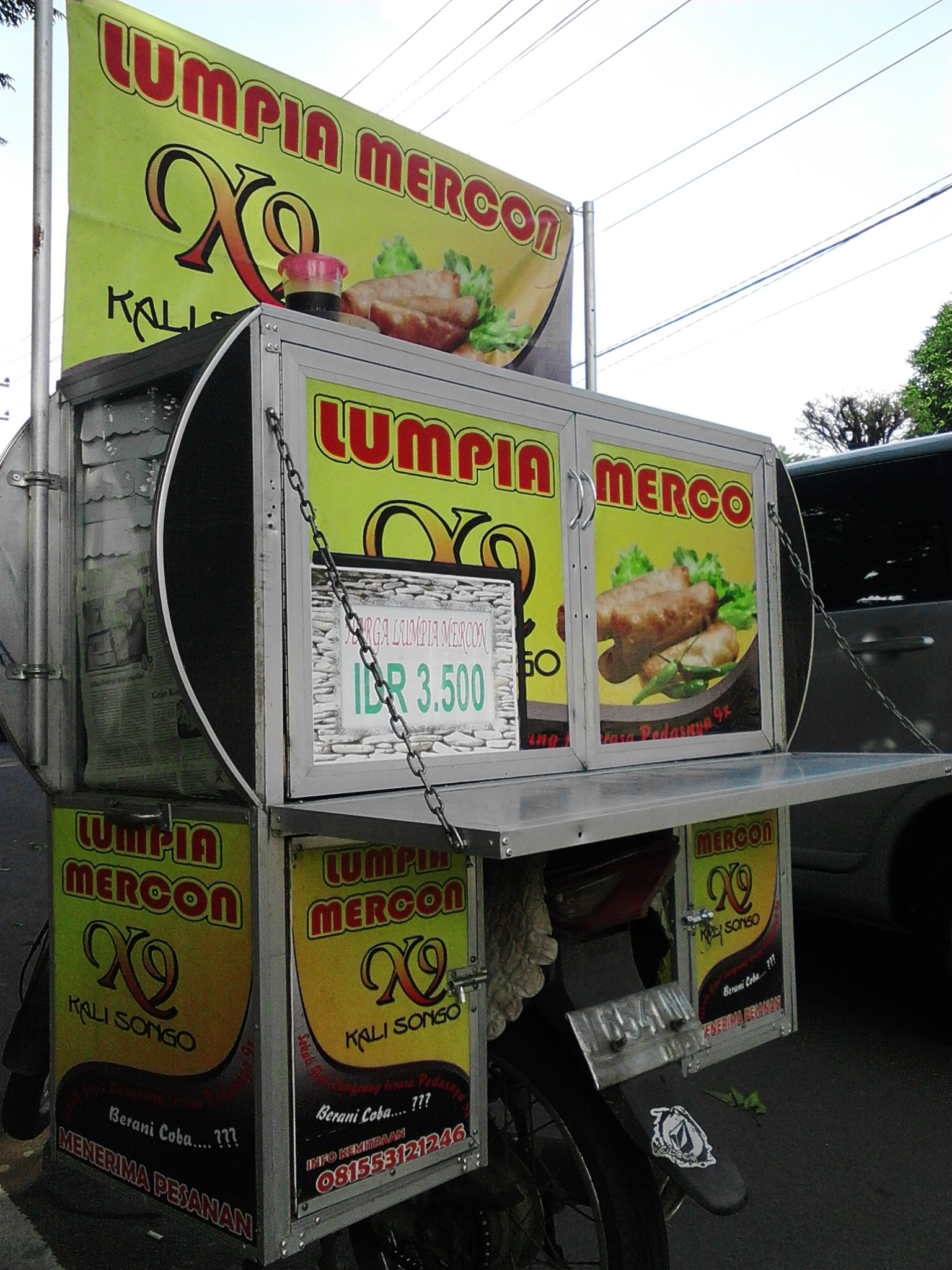
Люмпія меркон (букв. петарда люмпія) подорожуючий торговець на мотоциклі, Сідоархо, Східна Ява

Назва люмпія меркон (букв. феєрверк люмпія) означає, що ця люмпія дуже гостра та гостра, наповнена скибочками сирого чилі чилі з пташиного польоту, невеликого сорту чилі, який є дуже гострим і набагато гострішим, ніж звичайний халапеньо. Ця люмпія демонструє індонезійську прихильність до дуже гарячої та гострої їжі.

#### Люмпія міні
Це менша закуска з люмпії на шматочок, креп із шкірного тіста, такий же, як і звичайна люмпія; однак він наповнюється лише абоном (яловичою ниткою) або ебі (сушеною ниткою з креветок).

#### Люмпія дулег
Люмпія дулег, також відомий як люмпія delanggu або sosis kecut (кислі сосиски) — це проста та дешева закуска з люмпії з підрайону Делангу, регентства Клатен, Центральна Ява, міста, розташованого між Джок'якартою та Семарангом. Це маленька люмпія розміром з палець, наповнена паростками квасолі мунг (тауге) зі злегка кислуватим смаком.

#### Люмпія таху
Інша вегетаріанська люмпія в Індонезії — це люмпія таху або тофу люмпія. Його наповнюють тофу та нарізаною кубиками морквою, злегка приправляють і обсмажують у фритюрі. Зазвичай його розмір менше, ніж звичайна люмпія, і його вживають як закуску. Іноді в начинку можна додати збите яйце і нарізану цибулю.

#### Люмпія телур
Ця проста і дешева вулична їжа є популярною закускою серед індонезійських школярів. Люмпія телур — це яєчна люмпія, яка представляє собою шкірку люмпії, покладену на гарячу плоску сковороду, посипану збитим яйцем і нарізаною цибулею, складену та обсмажену на олії. Іноді додають скибочки сосисок. Форма не циліндрична, як звичайний спринг-рол, а скоріше плоске півколо, полите солодким соєвим соусом kecap manis і чилі самбал. Його часто розглядають як гібрид між люмпією та яєчним мартабаком.

#### Люмпія джантунг пісанг
Люмпія з начинкою з джантунг пісанг (букв. серцевина банана), яка відноситься до бутону квітки банана, змішана з яйцями, приправлена шалотом, часником, куркумою та перцем, подається в гострому соусі чилі самбал.

#### Люмпія писанг

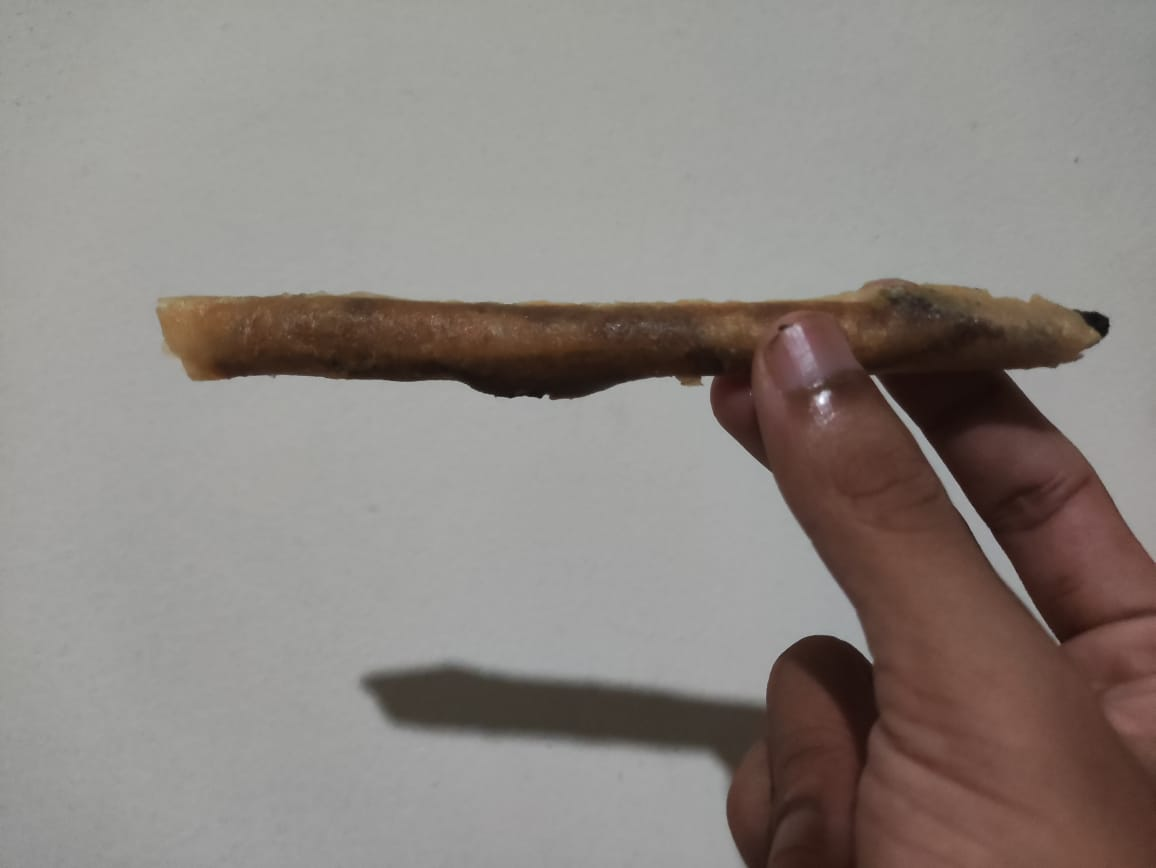
Люмпія писанг, харчовий сувенір у Божонегоро

Люмпія pisang або скорочено lumpis — це продажний писанг, оброблений банан, виготовлений шляхом сушіння та копчення та висушений на сонці, загорнутий в обгортку з люмпія.

#### Люмпія майонезні креветки
Люмпія з морепродуктів, начинена креветками, нарізаною кубиками морквою, цибулею, часником і майонезом. Власне, початок популярності майонезної закуски поклала інша популярна індонезійська закуска під назвою рісоля. Рісоля дуже схожий на люмпію, з різницею в текстурі шкірки — у яких шкірка рісоля товстіша, м'якша та панірована. Цей новий рецепт рисоля зі смаком майонезу, який потім виходить із використанням шкіри люмпії, щоб стати новим варіантом люмпії.

#### Піскок

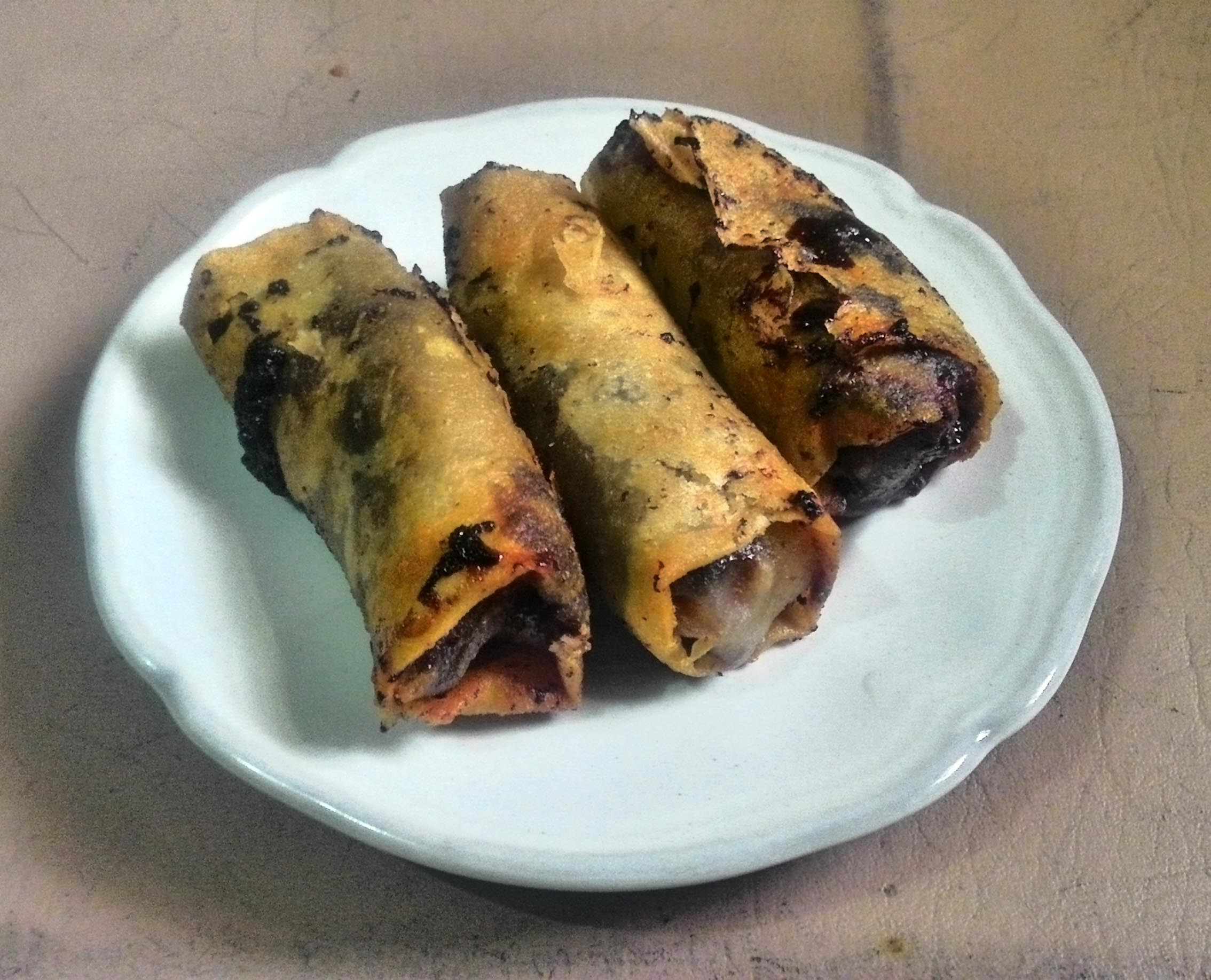
Pisang Cokelat, шоко-банановий спринг-рол

Піскок — це абревіатура pisang cokelat (банановий шоколад індонезійською мовою). Це солодка закуска зі шматочків банана з шоколадним сиропом, загорнутих у шкірку люмпії та обсмажених у фритюрі. Pisang cokelat часто просто описують як «шоко-бананові спринг-роли». Його часто вважають гібридом інших індонезійських фаворитів; пісанг горенг (смажений банан) і люмпія (спринг-рол).
Тип банана, який використовується, схожий на pisang goreng; бажано pisang uli, pisang kepok або pisang raja sereh. Pisang cokelat майже ідентичний філіппінському турону, за винятком того, що в цьому індонезійському варіанті вміст шоколаду є обов'язковим.

#### Сумпія

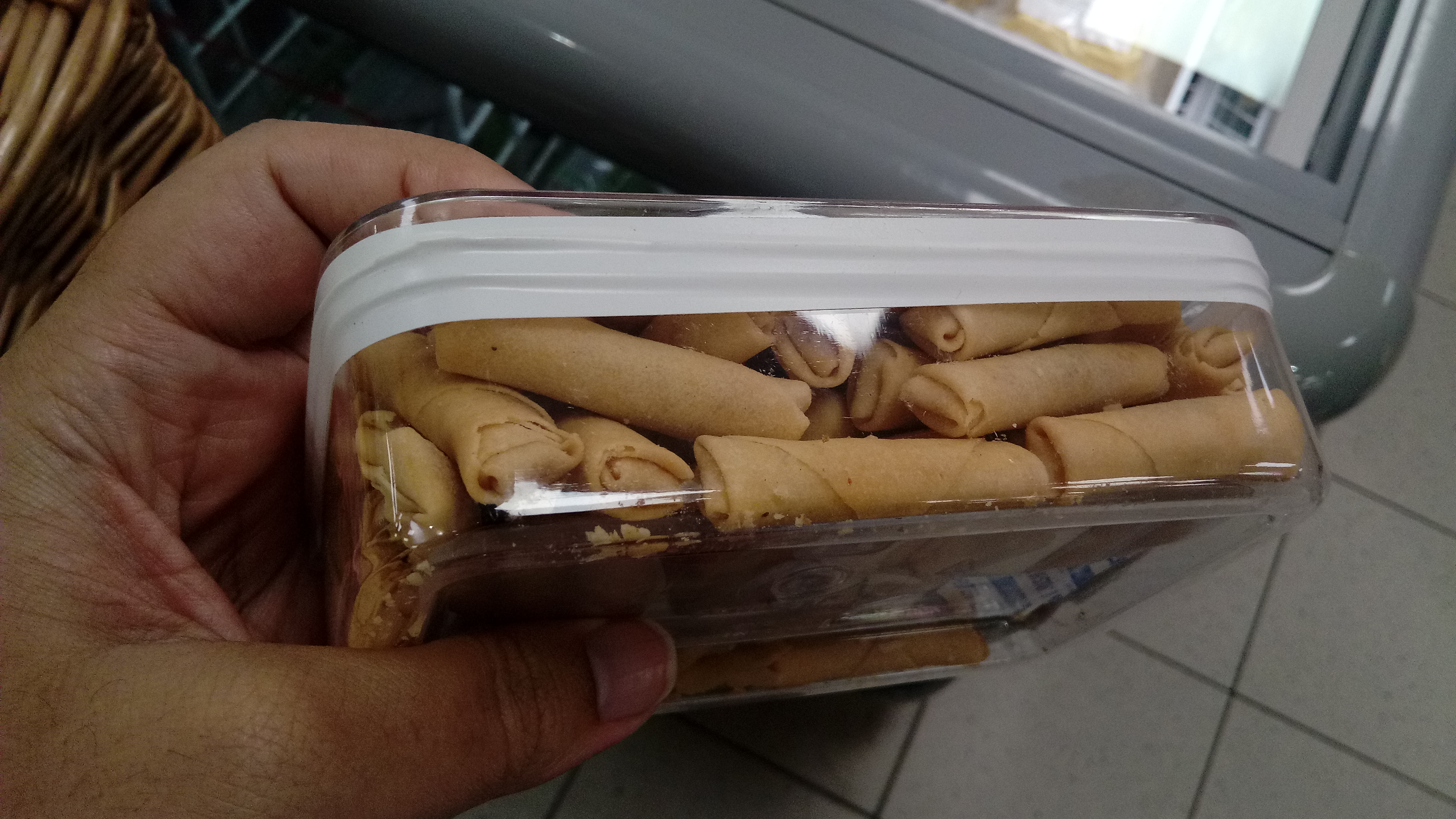
Сумпія, маленька люмпія розміром з палець, як закуска

Набагато менша та сухіша люмпія з подібною начинкою з яловичини або креветок називається сумпія. Її діаметр приблизно такий же, як палець людини. В Індонезії найпоширенішою начинкою для сумпіа є ебі або мука з сушених креветок, приправлена коріандром, листям лимона, часником і шалотом. Ці мініатюрні люмпії смажать у фритюрі у великій кількості пальмової олії до золотисто-коричневого кольору та хрусткої скоринки. Сумпія має більш хрустку та сухішу консистенцію, і її часто вживають як пікантну закуску.

### Філіппіни

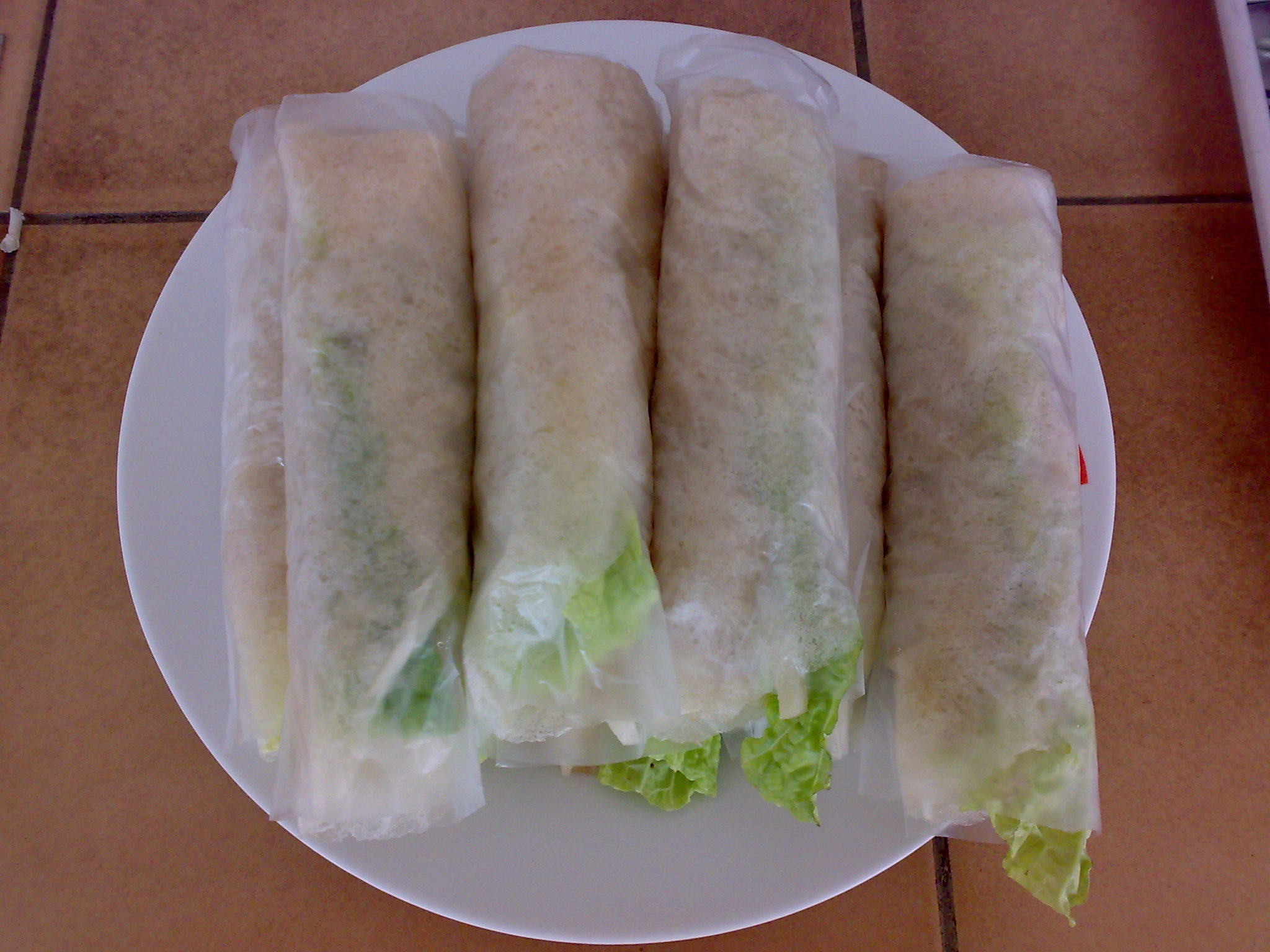
«Свіжий» люмпіанг убод, приготовлений із серцевини пальми

Люмпія була завезена на Філіппіни в доколоніальний період ранніми іммігрантами Хоккіен і торговцями з Фуцзянь між 900 і 1565 роками нашої ери. Назва походить від хоккієн, мови, яка походить з південно-східного Китаю: «люнь» означає мокрий, вологий або м'який, а «піа» означає торт або тістечко. Вони були повністю нативізовані до філіппінської кухні та трапляються на всіх островах. Вони використовують різні начинки, натхненні місцевими інгредієнтами та стравами, а також пізнішими кухнями Іспанії, Китаю та Сполучених Штатів.
Філіппінську люмпію можна відрізнити від інших версій азіатських спринг-ролів тим, що для них використовується тонка як папір обгортка, приготовлена лише з борошна, води та солі. Вони також традиційно були тонкими та довгими, мали форму, приблизно подібну до форми сигар або сигарилл, хоча сучасні версії можуть мати різні форми та розміри. Тонкий креп і форма люмпії надають їм відносно щільнішу упаковку, яка, тим не менш, залишається листковою та легкою за текстурою. Їх також традиційно занурюють в agre dulce (кисло-солодкий соус), соуси на основі оцту, банановий кетчуп або солодкий соус чилі. Однак свіжа люмпія має обгортку, яка більш схожа на креп і товстіша завдяки додаванню яєць (хоча все ще тонша, ніж інші азіатські версії). Вони ближчі за текстурою до оригінальних китайських версій і традиційно виготовлялися з рисового борошна, що робить їх більш жувальними. Різноманітні види люмпії, смажені чи свіжі, повсюдно присутні на філіппінських святах, таких як фієсти чи Різдво.

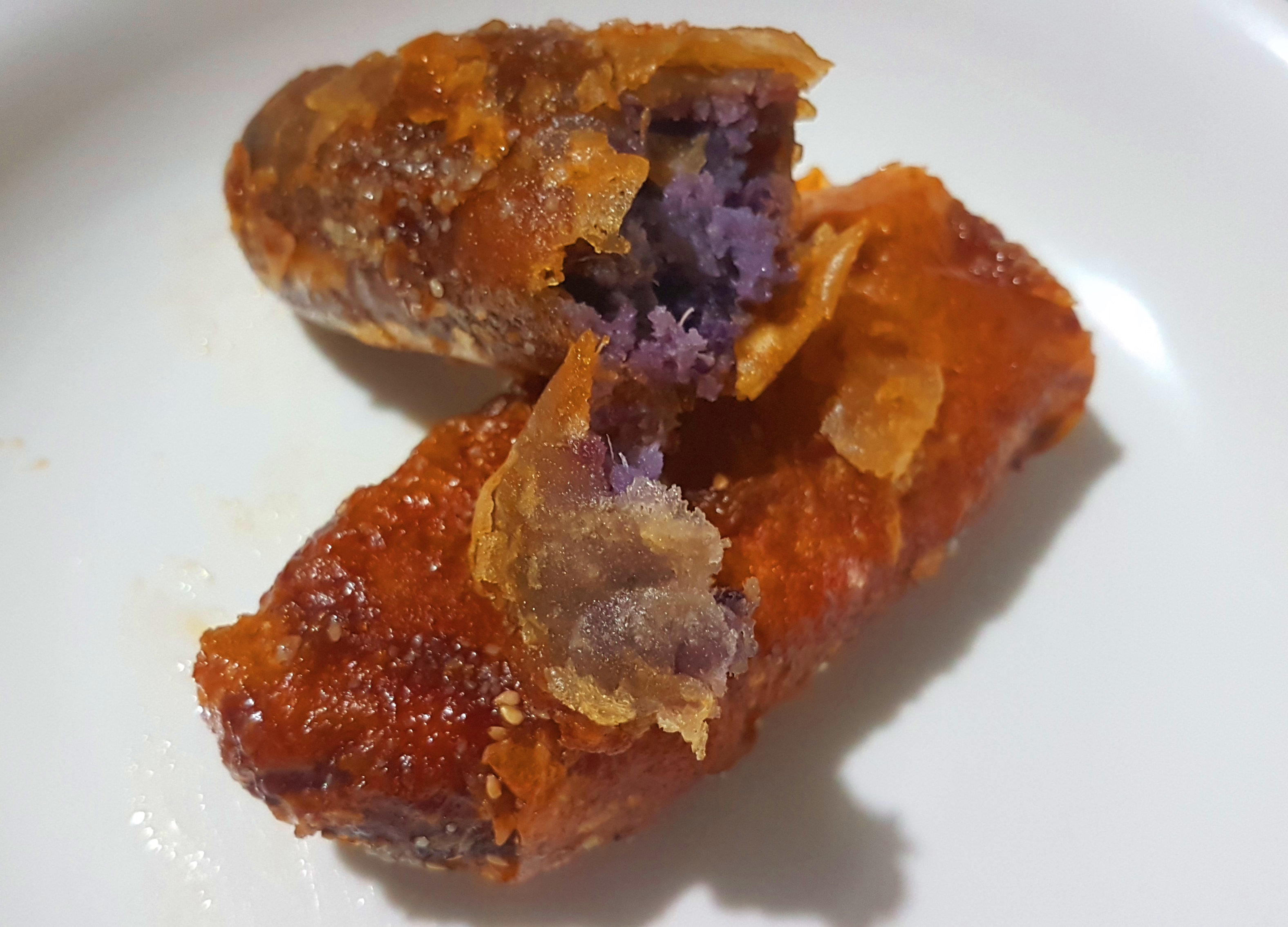
Турон халая з пюре убе (фіолетовий ямс)

Філіппінська люмпія також має унікальну та надзвичайно популярну десертну підкатегорію, турон. Ці варіанти люмпії готують із карамелізованим цукром, посипають цукром-піском або поливають латіком (кокосовою карамеллю), сиропом або медом. Турон традиційно наповнюють стиглими бананами саба та джекфрутом, але їх також можна приготувати з великою різноманітністю інших солодких начинок, від солодкої картоплі до убе.

#### Дарал
Інша десертна люмпія, Дарал (називається Балолон серед маранао) походить від народу Таусуги на Мінданао. Обгортка виготовляється з несолодкого меленого клейкого рису та кокосового молока (galapóng) і наповнюється підсолодженим кокосовим м'ясом (hinti).

#### Динаміта

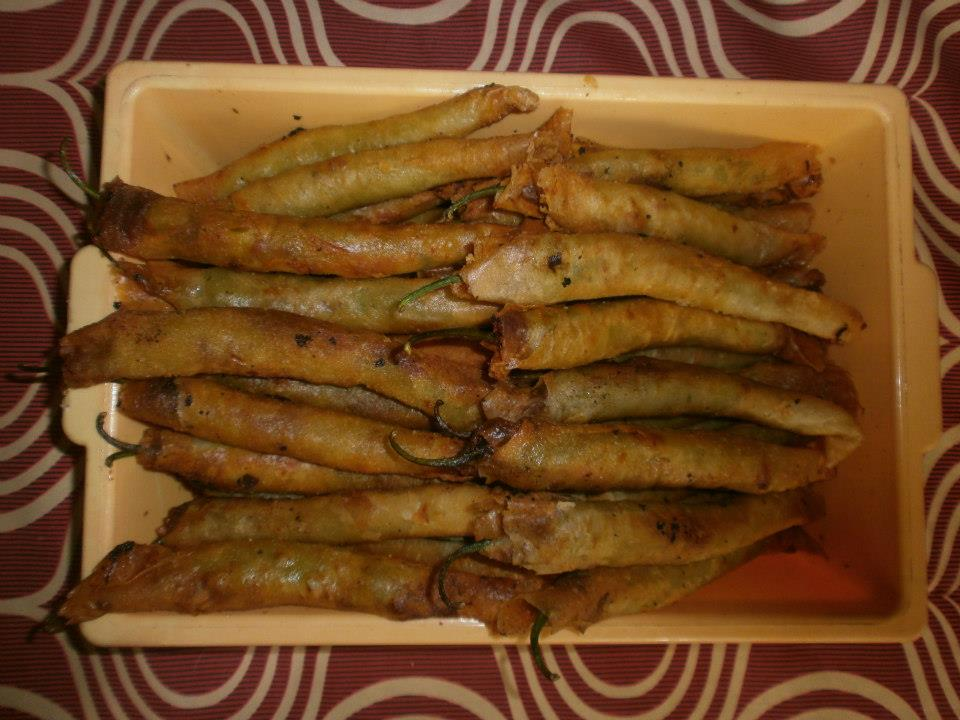
Динаміта, фарширована цілим силінг хаба (довгий перець чилі).

Динаміта або «динамітна люмпія» — це смажений у фритюрі варіант, фарширований цілим перцем чилі, загорнутим у тонкий яєчний креп. Начинка зазвичай складається з джинілу (яловичий або свинячий фарш), сиру та спецій, але її також можна адаптувати для використання широкого спектру інших інгредієнтів, включаючи точіно, шинку, бекон і подрібнену курку. Його зазвичай їдять як закуску або як компаньйон до пива.

#### Люмпіанг адобо
Тип люмпії, наповнений подрібненим м'ясом, приготованим у стилі адобо.

#### Люмпіанг gulay
Lumpiang gulay («овочевий спринг-рол») зазвичай складається з різних нарізаних овочів і невеликої кількості свинини або креветок. Види овочів можуть сильно відрізнятися, і є смажений варіант. Він не є вегетаріанським за замовчуванням, але веганські та вегетаріанські версії можна приготувати за основним рецептом.

#### Люмпіанг hubád

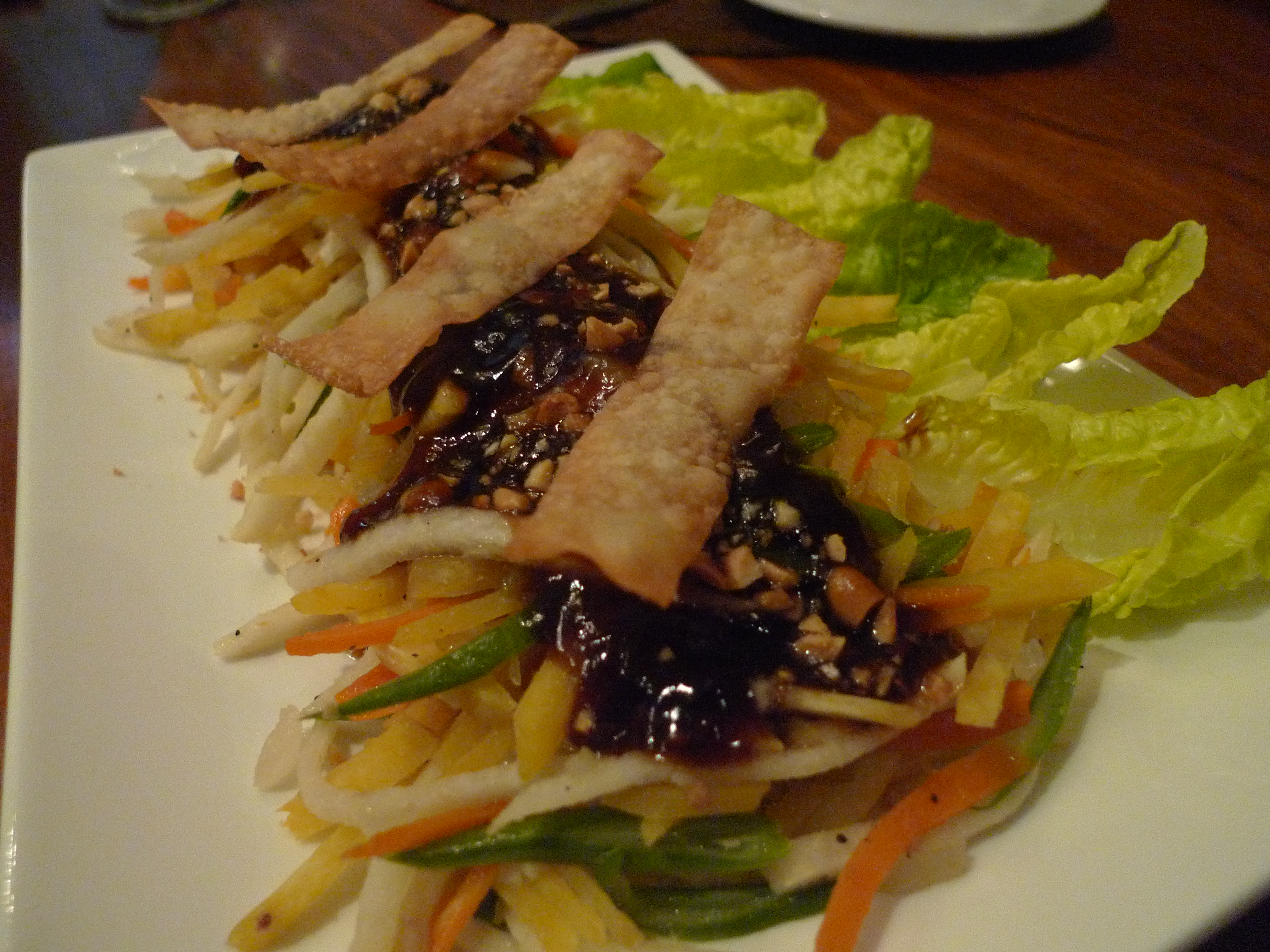
Lumpiang hubád, салат із начинки свіжої люмпії.

Lumpiang hubád («голий спринг-рол») — це Люмпіанг сарива (свіжа люмпія), яка подається без крепової упаковки. Відсутність обгортки технічно не робить люмпію, але є альтернативним способом подачі свіжої традиційної начинки для люмпії.

#### Люмпіанг isdâ
Lumpiang isdâ («рибна люмпія») наповнюється переважно рибними пластівцями та смажиться. Вона також відома як люмпіанг galunggóng (чорноперий тунець), люмпіанг bangús (молочна риба), люмпіанг tulingán (тунець жовтоперий) тощо, залежно від типу використовуваної риби. Поширена версія цього поєднує рибні пластівці з листям малунгай (моринга).

#### Люмпіанг Кесо

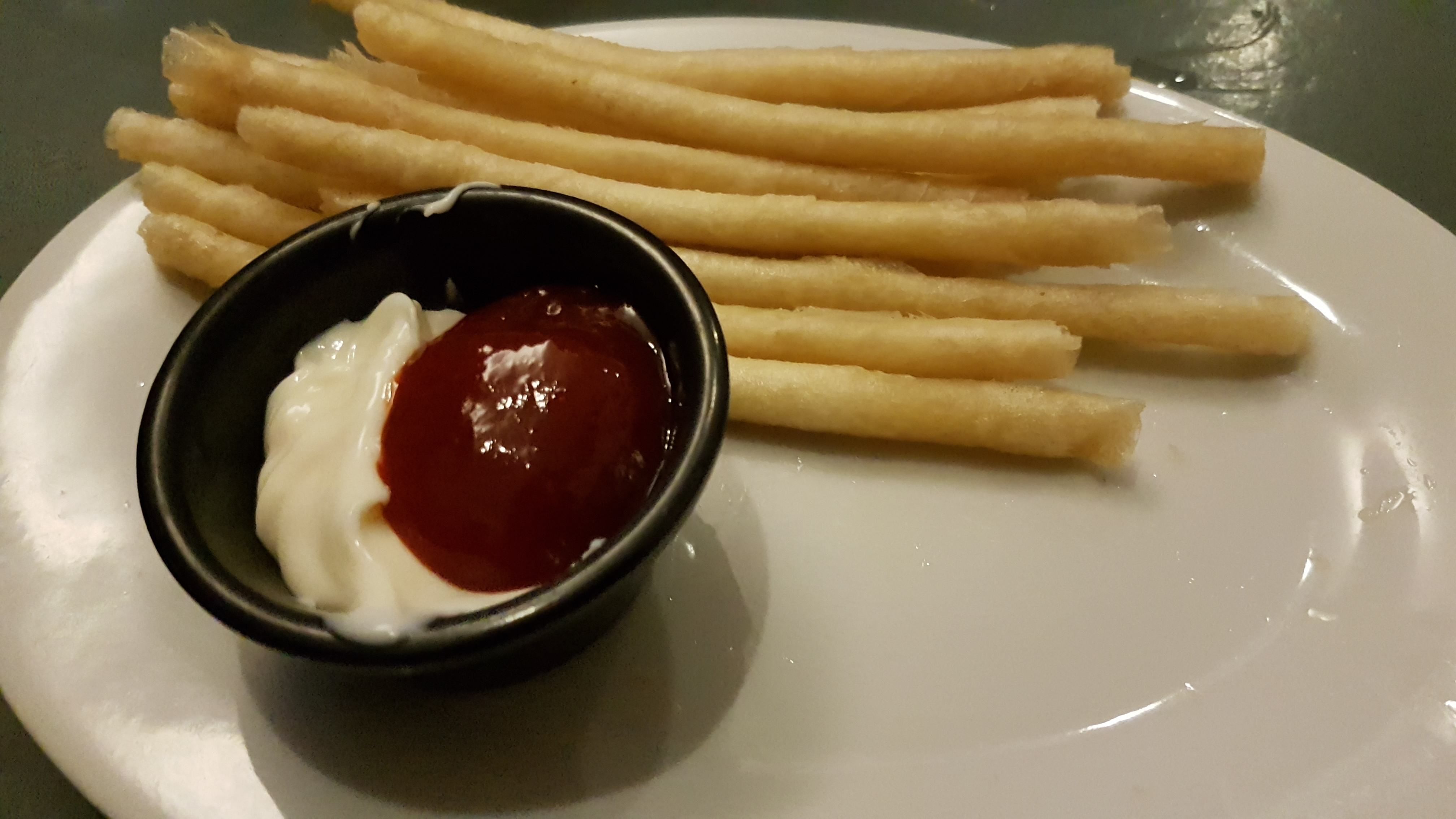
Люмпіанг Кесо, закуска з люмпії, начинена сиром і подається з майонезом і банановим кетчупом

Люмпіанг кесо, більш відомий як «сирна люмпія» або «сирні палички», — це смажена у фритюрі люмпія зі скибочкою сиру (частіше чеддер) як начинку. Зазвичай подається з соусом з бананового кетчупу та майонезу.

#### Люмпіанг labong
Lumpiang labóng схожий на люмпіанг убод, але готується з labóng (бамбуковий пагін), а не з серця долоні, що робить його більш схожим на індонезійський люмпія ребунг. Його можна їсти свіжим або смаженим.

#### Люмпіанг прито
Люмпіанг прито («смажений спринг-рол») — це загальна назва підкласу смаженої люмпії. Зазвичай це відноситься до люмпіанг гулай або люмпіанг язик. Вони можуть мати такі маленькі розміри, як люмпіанг Шанхай, або такі великі, як люмпіанг сарива. Його зазвичай їдять з оцтом і перцем чилі або сумішшю соєвого соусу та соку каламансі, відомого як тойомансі.

#### Люмпіанг сарива

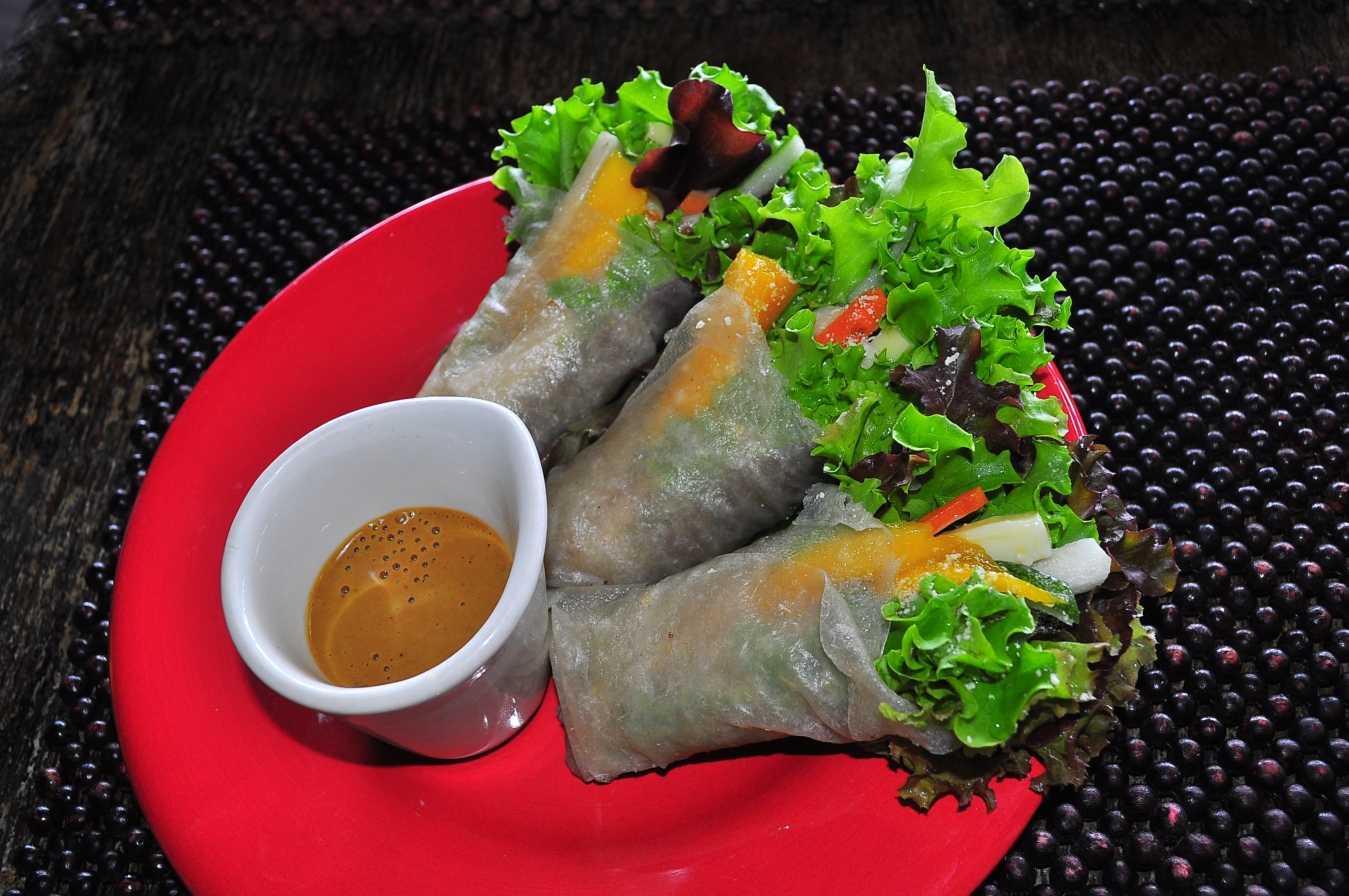
Люмпіанг сарива (свіжа люмпія) з арахісовим соусом

Люмпіанг сарива (тагальська: «свіжий весняний рулет») або «свіжа люмпія», складається з подрібнених овочів та/або різного попередньо відвареного м'яса чи морепродуктів і хікама (singkamás) як наповнювача, укладених у подвійну упаковку з листя салату та жовтуватий яєчний креп. Як сполучний засіб для обгортання часто використовують яйце. Соус для супроводу готують з курячого або свинячого бульйону, крохмальної суміші, подрібненого та смаженого арахісу та свіжого часнику. Цей різновид не смажиться і зазвичай близько п'яти сантиметрів у діаметрі та 15 сантиметрів завдовжки. Він походить від оригінальної китайської попії.

#### Люмпіанг Шанхай

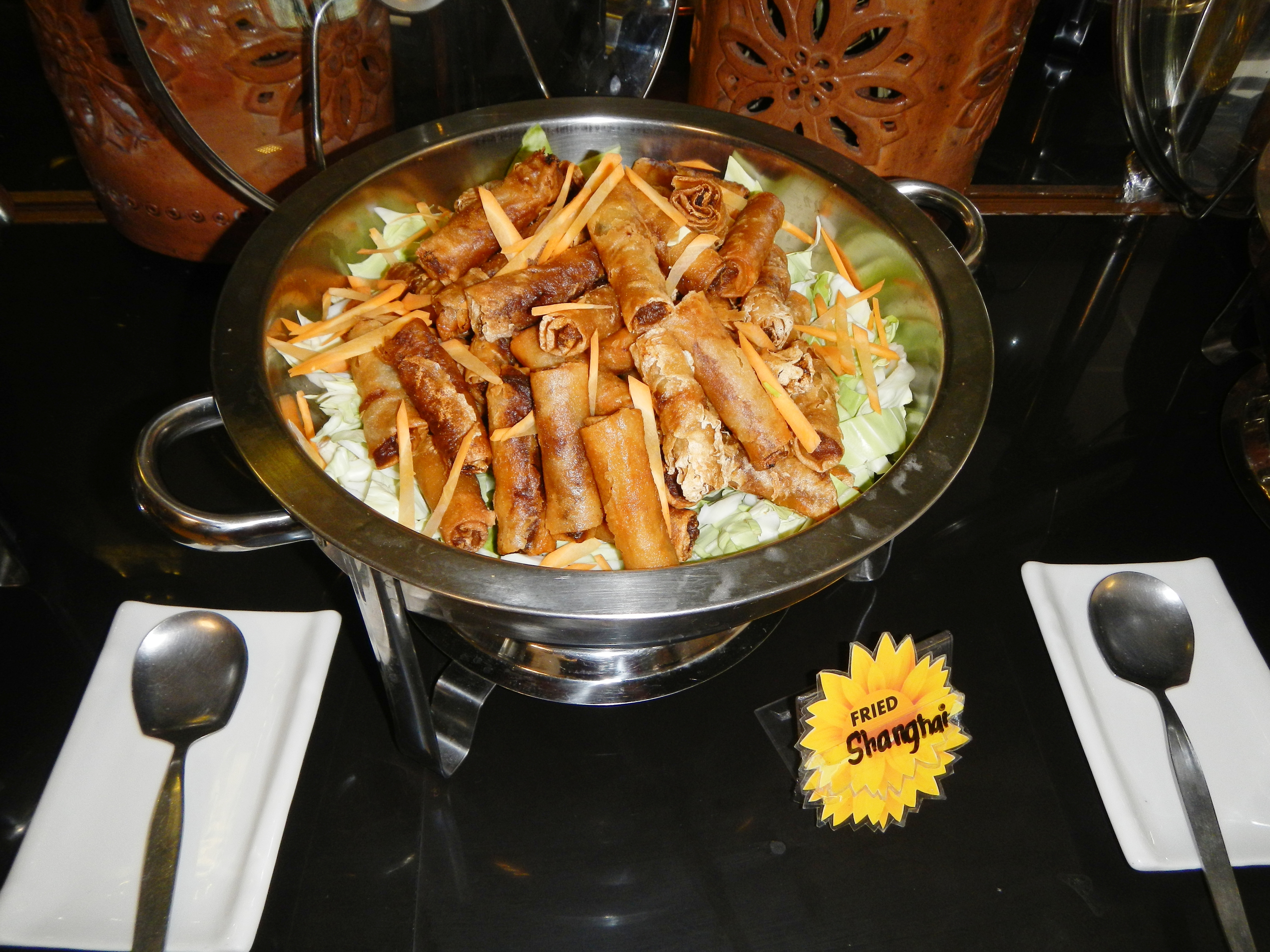
Люмпіанг Шанхай за шведським столом

Люмпіанг Шанхай вважається найпоширенішим видом люмпія, який найчастіше подають на філіппінських вечірках. Його зазвичай наповнюють смаженою свинячим фаршем, подрібненою цибулею, морквою та спеціями, причому суміш іноді скріплюється збитим яйцем. У нього є численні варіанти, які містять інші інгредієнти, такі як зелений горошок, кінцай (китайська петрушка) або родзинки. Люмпіанг Шанхай зазвичай подається з agre dulce, але популярними альтернативами є кетчуп (томатний або банановий) та оцет. Цей варіант зазвичай менший за інші люмпії. Незважаючи на назву, він виник не в Шанхаї чи Китаї.

#### Люмпіанг singkamás
Люмпіанг singkamás схожий на люмпіанг убод, але він готується в основному з натертих із жульєну смужок хіками, а не з пальмового серця. Його можна їсти свіжим або смаженим.

#### Язик люмпіанга
Ця версія люмпіанг гулай наповнена в основному паростками квасолі (язик) та різними іншими овочами, такими як стручкова квасоля та морква. Можна додати невеликі шматочки м'яса, морепродуктів або тофу. Хоча це найменш дорогий із варіантів, препарат нарізання овочів і м'яса на дрібні шматочки та їх попереднє варіння може бути податковим і трудомістким. Це смажений варіант.

#### Люмпіанг убод
Люмпіанг убод — це варіація, приготовлена з жульєну убод (серця кокосової пальми) як основного інгредієнта. Їх можна смажити або подавати як люмпіанг сарива. Воно походить із Сілай, Західний Негрос, де все ще популярний варіант люмпіанг Сілай.

#### Люмпіанг панчіт
Тип люмпії, начинка якого складається з панциту, популярної філіппінської страви з локшини. Швидше за все, створений із туро-туро або каріндерії, які мають залишки панчіта, часто сотангхон (локшина з бобів мунг) або біхон (різновиди рисової локшини, як наповнювачі в люмпії).

#### Ngohiong
Ngohiong — це варіант люмпії, приправлений порошком із п'яти спецій. Вона походить від хоккінської страви ngo hiang (kikiám на Філіппінах) і походить із міста Себу.

#### Турон

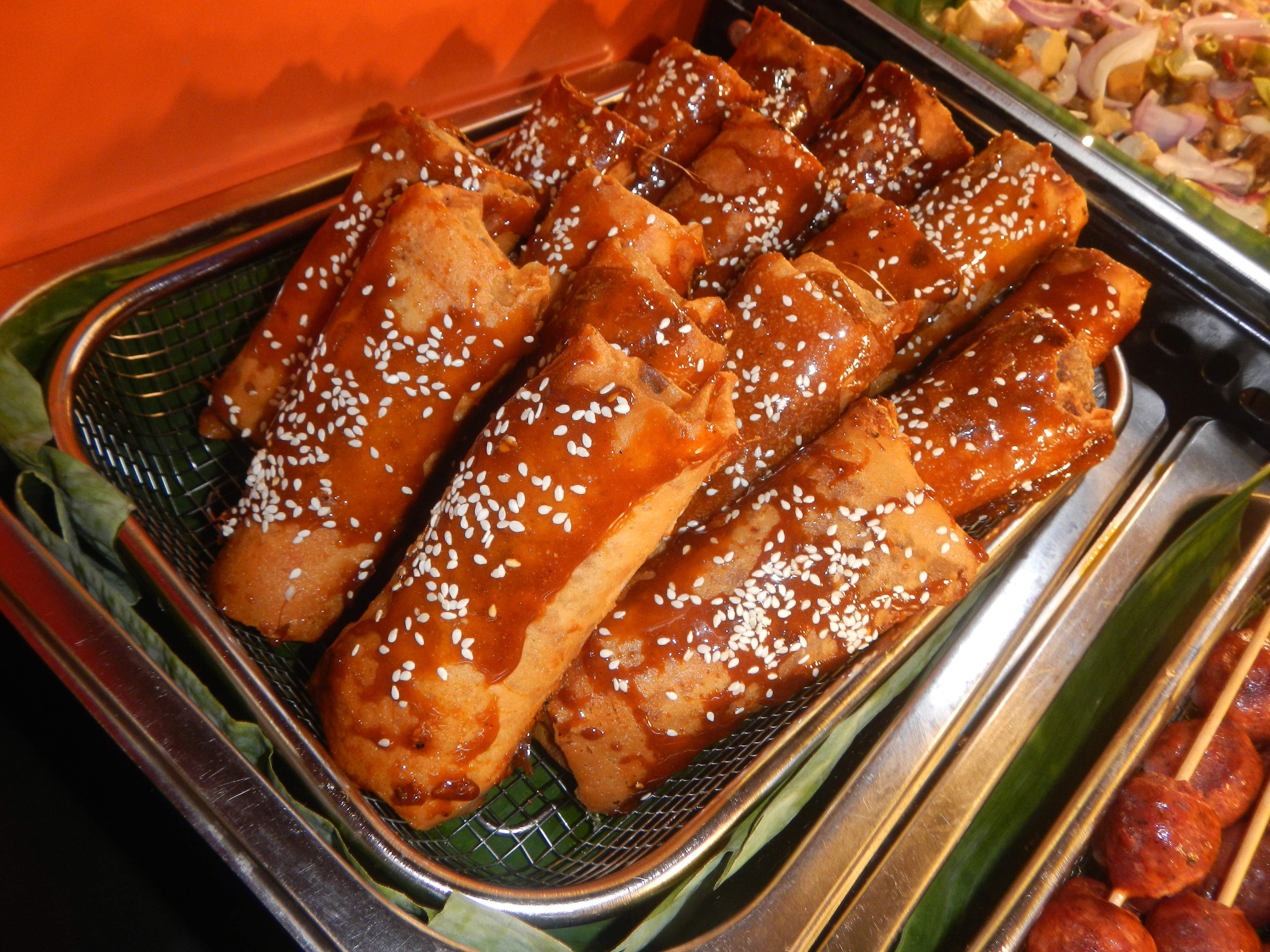
Турон, десертна люмпія з бананами саба

Турон, також відомий як люмпіанг сагінг, бананова люмпія або бананові рулети, — це золотисто-коричнева закуска, яка зазвичай готується з нарізаних бананів саба та джекфрута чи сиру в обгортці люмпія, посипаних коричневим цукром і смажених у фритюрі. Його іноді поєднують з морозивом або сиропом для млинців. Цю закуску продають на вулицях більшості міст країни разом із маруєю, банановим кю та камоте кю. З'явилися різні варіанти з використанням різних інгредієнтів: наприклад, manggáng turón (манго), kamote turon (батат), turón de maní (арахіс), шоколадний turón і ube turon або turón halayá (пюре з фіолетового ямсу).

### Нідерланди

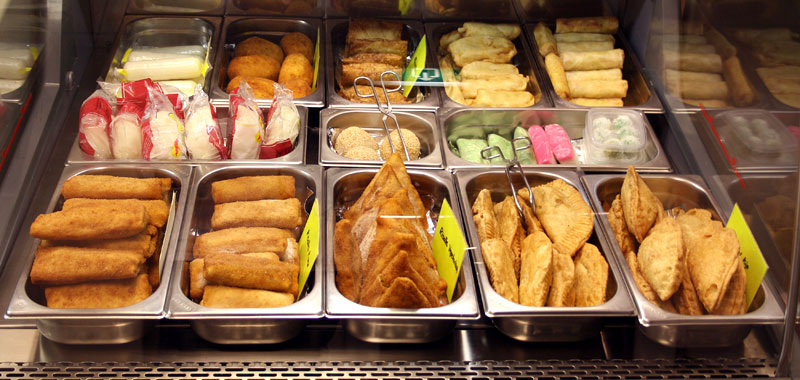
Індійська лоемпія як частина різноманітних закусок із горенганських оладок, які продаються в азіатському магазині toko в Амстердамі

У Нідерландах люмпія називається лоемпія, старовинне індонезійське написання. Він потрапив до Нідерландів через колоніальні зв'язки з Індонезією. У Нідерландах лоемпію описують як велику індонезійську версію китайських спринг-ролів, начинених м'ясним фаршем, паростками квасолі та листям капусти, приправлених соєвим соусом, часником і зеленою цибулею. Лоемпія — одна з популярних закусок, які продаються в голландських закусочних або eetcafé .

#### В'єтнамська лоемпія
В'єтнамська лоемпія — це різновид лоемпії, завезеної в'єтнамськими біженцями в середині 1980-х років. В'єтнамські лоемпіади зазвичай продаються в пересувних в'єтнамських закусочних, відомих як loempiakramen, і зазвичай подаються зі спеціальним соусом, відомим як loempiasaus. Цей особливий соус був винайдений для голландського споживача, оскільки у В'єтнамі їх зазвичай подають із рибним соусом. На відміну від китайської лоемпії, в'єтнамська лоемпія зазвичай довга і вузька.

#### Лоемпідель

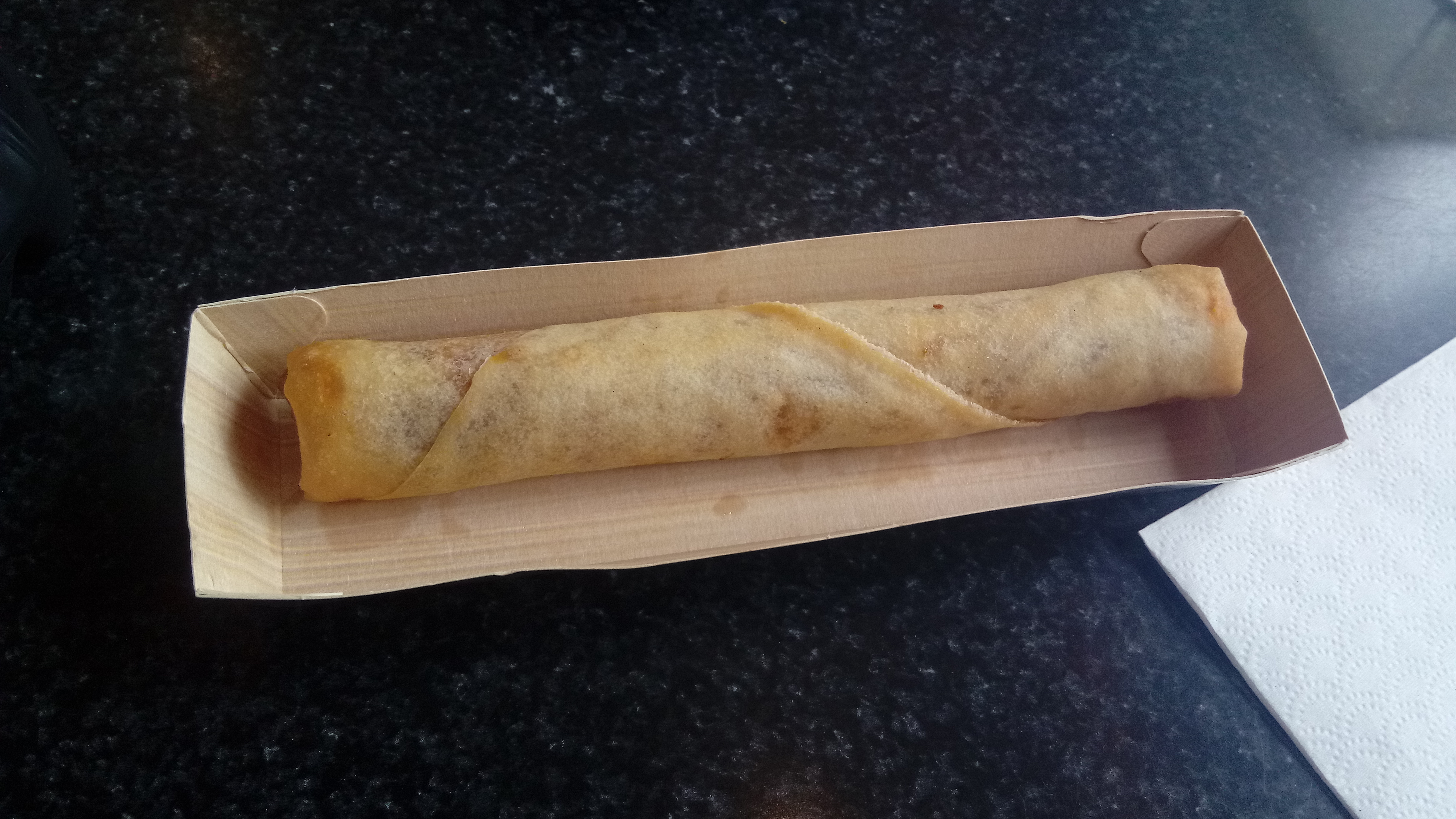
Лоемпідель у Нідерландах

Лоемпідель (або в'єтнамський фрікандель) — це варіант лоемпії, представлений у березні 2019 року голландською продовольчою компанією Vanreusel, його назва є портманто від «лоемпія» та «фрикандель». Закуска складається з фриканделя з солодким соусом, загорнутого в оболонку з філо, яка схожа на іншу голландську закуску, відому як в'єтнамська лоемпія.

## Обгортка люмпії

### Філіппіни

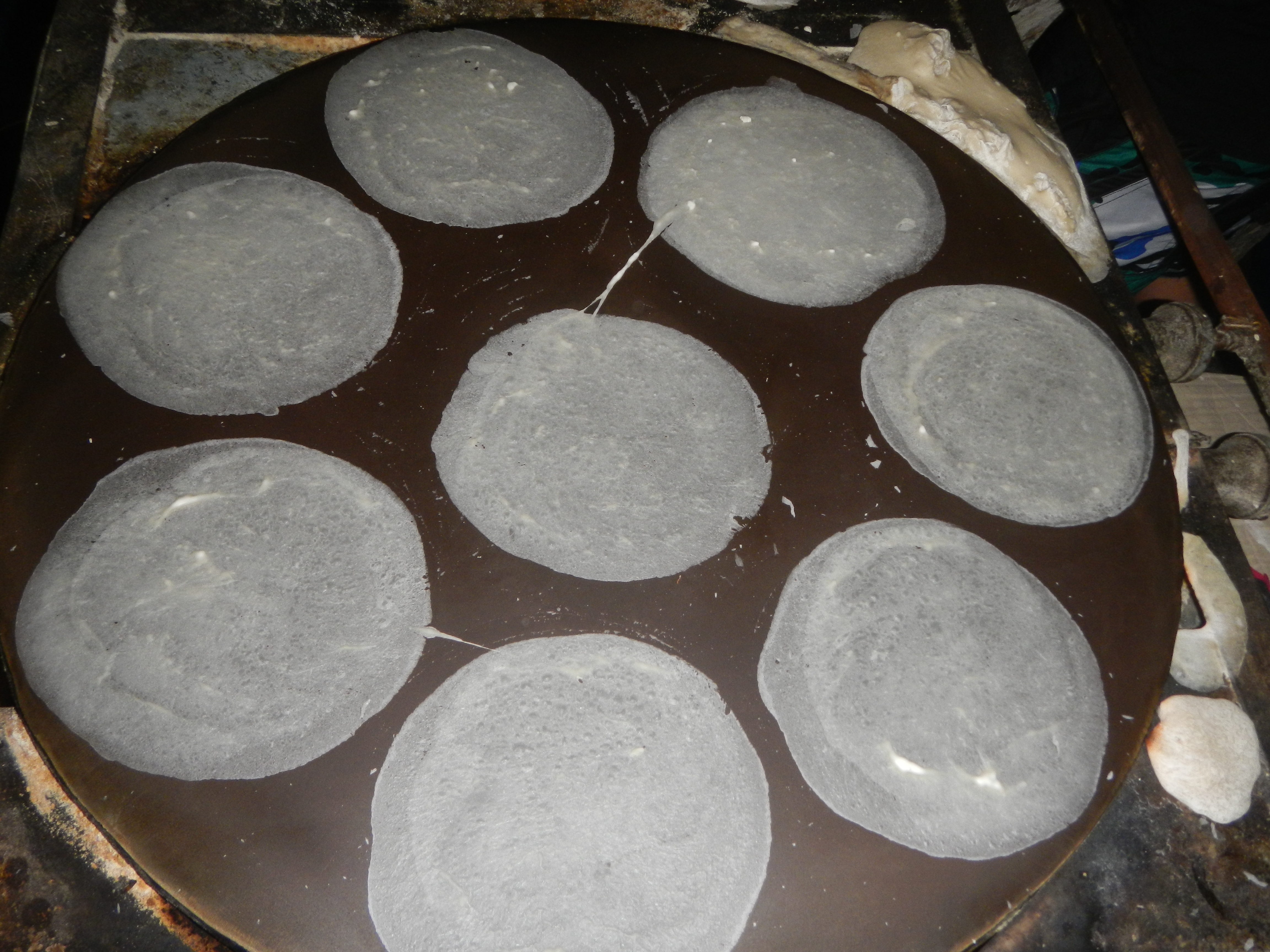
Обгортки філіппінської люмпії смажать на розігрітій тарілці

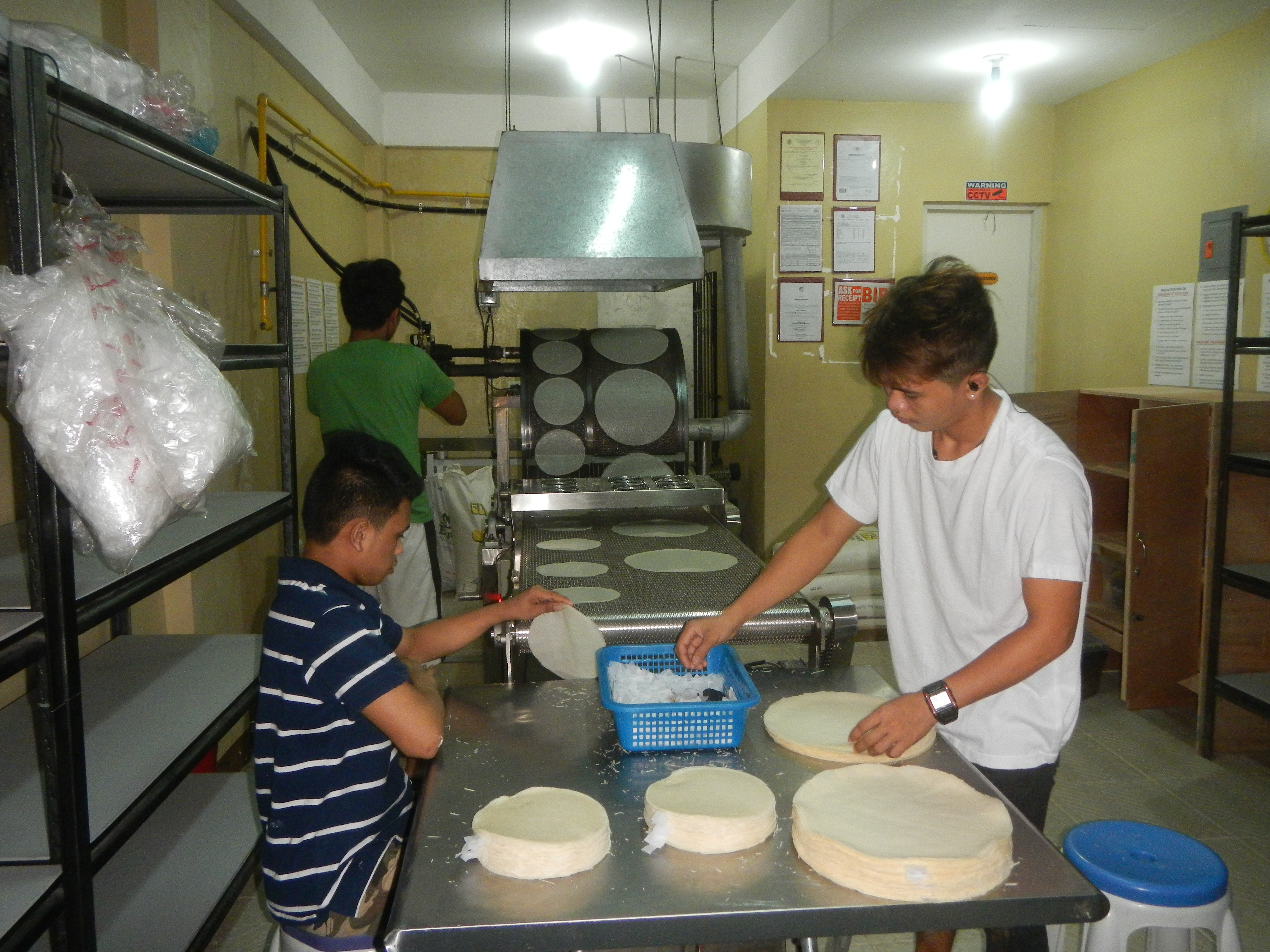
Філіппінська обгортка люмпії готується за допомогою сучасного обладнання

Обгортки філіппінської люмпії зазвичай бувають двох варіантів. Найпоширеніший варіант, який використовується переважно для смаженої люмпії, готується лише з борошна, води, солі та, за бажанням, кукурудзяного крохмалю. Цей тип обгортки характерно тонкий, як папір, набагато тонший, ніж інші обгортки для спринг-ролів. Інгредієнти змішують у мокре тісто, потім залишають на кілька годин перед приготуванням. Однією рукою береться куля тіста і викладається на розігріту велику плоску металеву пластину, змащену олією, доки вона не стане дуже тонкою круглою плівкою, яка прилипне до сковороди та засмажить. Його готують кілька секунд, потім швидко виймають і залишають сушитися.
Для «свіжої» (несмаженої) люмпії обгортки зазвичай виготовляються з яєць на додаток до інших основних інгредієнтів (і може використовуватися рисове борошно). Це фактично перетворює його на тонкий яєчний креп. Він все ще тонший, ніж інші варіанти спринг-ролу, але набагато густіший і м'якший, ніж варіанти, приготовлені лише з борошна та води.
У сучасному масовому виробництві обгортки філіппінської люмпії зазвичай готуються на автоматизованих конвеєрних машинах, подібних до тих, що використовуються для виготовлення обгорток для спринг-ролів, відрізняючись лише рецептом і товщиною обгортки. Він використовує обертовий барабан.
У веганській версії обгортки не містяться яйця, а натомість її просто готують із борошна, солі та води, що призводить до більш тонкої напівпрозорої обгортки. Вони також закриваються водою, а не миттям яєць.

## Популярність

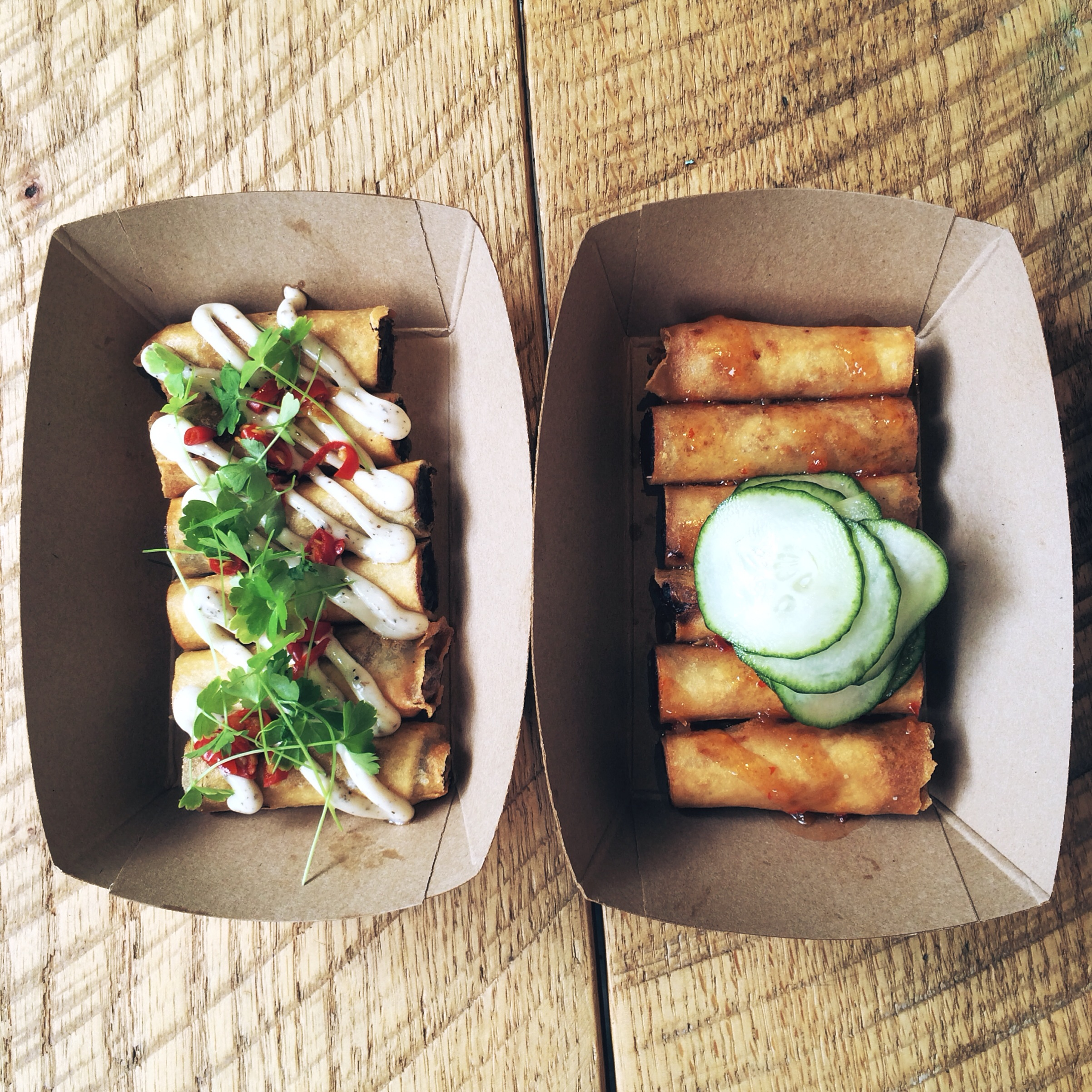
Люмпія у філіппінському стилі від Lumpia Shack у Нью-Йорку

Люмпія має таку стійку популярність, що можна побачити принаймні один варіант майже в будь-якому наборі філіппінських чи індонезійських свят. Незважаючи на своє китайське походження, у Сполучених Штатах люмпія асоціюється з філіппінською кухнею, тоді як у Європі, особливо в Нідерландах, вона асоціюється з індонезійською кухнею завдяки їхнім спільним колоніальним зв'язкам. Виразний смак і простота приготування (принаймні шанхайського варіанту) зробили люмпію одним із основних продуктів харчування в меню багатьох філіппінських ресторанів у Сполучених Штатах і в усьому світі.